# 六分儀座V4050
六分儀座V4050，又名CD-3612524，HD 168733、SAO 210061、HR 6870，是六分儀座的一颗恒星，视星等为5.34，位于銀經356.99，銀緯-10.58，其B1900.0坐标为赤經18h 16m 6.4s，赤緯-36° -10.58′ 58″。